# 게릿 버슈
게릿 L. 버슈(Gerrit L. Verschuur, 1937년 ~ ) 철학박사는 미국에 귀화한 남아프리카 공화국 출신의 전파천문학자이다. 전공 분야에 50년 이상의 경력을 가진 버슈는 그 분야의 개척자이며 또 천문학, 자연재해, 지구과학 등의 분야에 대한 책을 쓴 작가이다. 버슈는 1975년 미국에 이민 와서 1986년에 태양천문학, 특히 코로나 루프 연구 전공자인 동료 과학자 조안 슈멜츠 박사와 결혼했으며, 영국에 살고 있는 아들 한 명이 있다. 버슈는 1992년에 테네시주 셸비 군의 레이크랜드로 이주해 로즈 대학교에서 연구교수로 지내다 현재는 멤피스 대학교 부교수로 재직하고 있다.
버슈는 대학 강사로서 맨체스터 대학교, 로즈 대학교, 캘리포니아 대학교 LA 캠퍼스, 캘리포니아 대학교 버클리 캠퍼스 등에서 강의했다. 연구 활동에서 버슈의 주요 업적으로는 21 cm 수소선의 제만 효과를 이용해 항성간 자기장을 측정하는 기술을 개척한 것이 있다. 버지니아 트림블에 의하면 이 기술로 인해 천문학자들은 처음으로 자기장의 강도를 ‘자신감을 가지고’ 측정할 수 있게 되었다.

## 저서
- 《보이지 않는 우주: 전파천문학 이야기》(The Invisible Universe: The Story of Radio Astronomy, 1974년)[7]
전미 도서상 후보로 지명되었으나 당시 버슈가 미국으로 이민 오지 않았기 때문에 실격 처리되었다.[8]
- 《은하 전파천문학과 은하간 전파천문학》(Galactic and Extragalactic Radio Astronomy., 1974년)
K. I. 켈러먼과 공저.[9] ISBN 0-387-06504-0
- 《항성 진화: 천문학 입문》(Cosmic Evolution: An Introduction to Astronomy, 1978년)
조지 B. 필드, 시릴 폰남페루마와 공저.[10] ISBN 0-395-25321-7
- "Starscapes."
Little Brown & Co., Boston, 1977[11] ISBN 0-316-90030-3
- 《우주적 재앙》(Cosmic Catastrophes., 1978년)
ISBN 0-201-08099-0
- 《성간물질》(Interstellar Matters: Essays on Curiosity and Astronomical Discovery, 1989년)
ISBN 0-387-96814-8
- 《숨겨진 매력: 자력의 신비와 역사》(Hidden Attraction: The History and Mystery of Magnetism., 1993년)
옥스퍼드 대학교 출판부. ISBN 0-19-510655-5
- 《대충돌―혜성과 소행성의 위협》(Impact!: The Threat of Comets and Asteroids., 1996년)
옥스퍼드 대학교 출판부. ISBN 0-19-510105-7 한국어판 ISBN 89-8401-078-2
- 《보이지 않는 우주: 전파천문학 이야기》(The Invisible Universe: The Story of Radio Astronomy.)
제2판, ISBN 978-0-387-30816-6